# Орто-Сай (Джалал-Абадская область)
Орто-Сай (кирг. Орто-Сай) — село в Сузакском районе Джалал-Абадской области Кыргызстана. Входит в состав Ленинского айылного аймака.

## География
Село расположено в юго-восточной части области, на левом берегу реки Кёгарт, на расстоянии приблизительно 17 километров (по прямой) к северо-востоку от села Сузак, административного центра района. Абсолютная высота — 934 метра над уровнем моря.

## История
До 24 января 2018 года село носило название Гавриловка.

## Население
Согласно оценочным данным Национального статистического комитета Кыргызской Республики, численность населения села на начало 2023 года составляла 1853 человека.
| год     | 2009 | 2014 | 2015 | 2020 | 2021 | 2023 |
| ------- | ---- | ---- | ---- | ---- | ---- | ---- |
| человек | 1695 | 1763 | 1725 | 1771 | 1805 | 1853 |